# Gerersdorf (Niederösterreich)
Gerersdorf ist eine Gemeinde mit 1082 Einwohnern (Stand 1. Jänner 2025) im Bezirk St. Pölten in Niederösterreich.

## Geographie
Gerersdorf liegt im Mostviertel in Niederösterreich. Die Fläche der Gemeinde umfasst 13,66 Quadratkilometer, etwa drei Prozent der Fläche ist bewaldet.
Das ganze Gemeindegebiet gehört zum Einzugsgebiet der Pielach. Von Norden nach Süden misst die Gemeinde 6 km, von Osten nach Westen beträgt die Ausdehnung ca. 4 km. Die Seehöhen bewegen sich zwischen 254 m in Hetzersdorf und 312 m beim Pummersdorfer Kreuz. Bei der Kirche sind es 290 m. Der höchste Punkt der Gemeinde ist der Kirchturm und dieser liegt bei 330 m.
Die durchschnittliche Menge an Niederschlag eines Jahres beträgt etwa 650 mm, der größte Niederschlag wurde 2002 gemessen (872 mm), der niedrigste Wert war 1994 mit 498 mm.

### Gewässer
- Pielach
- Salauer Mühlbach
- Elixenbach
- Annethbach
- Gerersdorferbach (entsteht durch den Zusammenfluss von Elixen- und Annethbach)
- Moosbach (mündet in den Kremnitzbach)
- Kremnitzbach
- Halterleitenbach
- Schotterteich Loipersdorf (ca. 3 ha groß)

### Gemeindegliederung
Die Gemeinde besteht aus zwölf Katastralgemeinden und gliedert sich in ebenso viele, gleichnamige Ortschaften (in Klammern: Fläche Stand 31. Dezember 2023 bzw. Einwohnerzahl Stand 1. Jänner 2025):
- Distelburg (51,62 ha; 8 Ew.)
- Eggsdorf (142,36 ha; 25 Ew.)
- Friesing (67,27 ha; 0 Ew.)
- Gerersdorf (203 ha; 706 Ew.)
- Grillenhöfe (143,12 ha; 72 Ew.) samt Jägerhöfe
- Hetzersdorf (100,9 ha; 52 Ew.)
- Hofing (46,14 ha; 24 Ew.)
- Loipersdorf (157,83 ha; 37 Ew.)
- Salau (70 ha; 33 Ew.)
- Stainingsdorf (96,83 ha; 42 Ew.)
- Völlerndorf (229,4 ha; 68 Ew.)
- Weitendorf (57,43 ha; 15 Ew.)

### Nachbargemeinden
Gerersdorf grenzt im Osten an Sankt Pölten, im Süden an Ober-Grafendorf, im Südwesten an Markersdorf-Haindorf, im Westen an Prinzersdorf und Hafnerbach sowie im Norden an Neidling.
|                         | Neidling                                    |              |
| Hafnerbach Prinzersdorf | Kompassrose, die auf Nachbargemeinden zeigt | Sankt Pölten |
| Markersdorf-Haindorf    | Ober-Grafendorf                             |              |

## Geschichte
Die erste Erwähnung der Gemeinde datiert auf das Jahr 1040 mit dem damaligen Namen Geroltestorff. Im Jahre 1313 wurde die Pfarre Gerersdorf erstmals urkundlich erwähnt. Bis zum Jahre 1150 sind alle Orte im Gemeindegebiet bereits gegründet worden.
Nach der Aufhebung der Grunduntertänigkeit der Bauern durch den Reichstag am 7. September 1848 wurde im Reichsgemeindegesetz vom 17. März 1849 verfügt, das eine oder mehrere Katastralgemeinden zu Gemeinden zusammengefasst werden sollten. Nach Möglichkeit sollten die Gemeinden das Gebiet der Pfarrgemeinden abdecken.
Im Jahre 1850 wurde nach dem provisorischen Gemeindegesetz von 1849 aus 15 Katastralgemeinden die Gemeinde Gerersdorf. Das Gemeindegebiet umfasste das Gebiet der Pfarre Gerersdorf. Folgende Ortschaften waren Teil der neuen Gemeinde: Gerersdorf, Eggsdorf, Stainingsdorf, Loipersdorf, Völlerndorf, Matzersdorf, Salau, Uttendorf, Prinzersdorf, Weitendorf, Hetzersdorf, Hofing, Distelburg, Friesing, Grillenhöfe und Jägerhöfe. Auf 18,1 km² lebten damals 894 Einwohner. Erster Bürgermeister von Gerersdorf wurde Johann Staindl.
1868 wurde die Pfarrschule Gerersdorf auf Grund des Reichsschulgesetz zur Volksschule Gerersdorf – ab diesen Zeitpunkt fiel die Erhaltung des Gebäudes in den Aufgabenbereich der Gemeinde. 20 Jahre später kam es zur Gründung der Freiwilligen Feuerwehr Gerersdorf. 1925 wurde das Gemeindehaus gebaut. Laut Adressbuch von Österreich waren im Jahr 1938 in der Ortsgemeinde Gerersdorf zwei Gastwirte, zwei Gemischtwarenhändler, ein Sattler, ein Schmied, zwei Schneider, ein Schuster, ein Tischler, ein Wagner und einige Landwirte ansässig.
Das Jahr 1950 war das Jahr der ersten „Gebietsverluste“. Prinzersdorf und Uttendorf bilden eine eigene Gemeinde – die Gemeinde Prinzersdorf und Matzersdorf schlossen sich der Gemeinde Pummersdorf an.
Am 1. Jänner 1972 wurde laut dem Niederösterreichischen Landesgesetz die Gemeinde Gerersdorf aufgelöst und zwischen St. Pölten und Prinzersdorf aufgeteilt. Der letzte Bürgermeister der Gemeinde vor der Auflösung war Johann Dangl. Dieser wurde 1972 zu einem Gemeinderat in der Stadt Sankt Pölten und war verantwortlich dafür, dass der Stadtbereich Gerersdorf verschiedene Vorhaben durch- und umgesetzt wurden.
Die Aufteilung der Katastralgemeinden war wie folgt: Hetzersdorf, Weitendorf, Distelburg, Grillenhöfe, Friesing, Hofing, Gerersdorf, Stainingsdorf und Eggsdorf kamen zur Stadtgemeinde Sankt Pölten. Völlerndorf, Loipersdorf und Salau wurden Teil der 1950 gegründeten Gemeinde Prinzersdorf.
Den Gerersdorfern passte die verlorene Unabhängigkeit überhaupt nicht – eine über Jahrhunderte bestehende Gemeinschaft wurde aufgelöst. In der ehemaligen Gemeinde regte sich Widerstand. Angeführt von Helmut Lechner und Hans Mayer wurde recherchiert und man versuchte dem Beispiel der Gemeinde Alberndorf zu folgen. Alberndorf schaffte es 1977 wieder unabhängig zu werden (die Fusionierung mit Haugsdorf wurde als verfassungswidrig aufgehoben).
Eine Befragung der Bevölkerung ergab, dass 78 % der Wahlberechtigten für eine Wiederherstellung der Gemeinde Gerersdorf waren. Im Juni 1978 wurde die Beschwerde beim Verfassungsgerichtshof eingebracht. Am 27. April 1981 stand schließlich fest: Gerersdorf wird mit Ende des 31. Dezember 1981 wieder frei sein. Dies wurde am Jahreswechsel zu Silvester in einer großen Silvesterfeier um 0 Uhr verkündet: „Gerersdorf ist frei!“ Die ersten Gemeinderatswahlen nach der Neugründung fanden am 14. März 1982 statt. Erster Bürgermeister der neuen Gemeinde wurde Helmut Lechner.
Am 23. März 1985 verlieh die Niederösterreichische Landesregierung der Gemeinde Gerersdorf das Gemeindewappen. Am 5. Mai 1996 feierte ganz Österreich das 1000-jährige „Bestehen“ des Landes (Erste urkundliche Erwähnung) und Gerersdorf selbst feierte auch Geburtstag – 1200 Jahre Gerersdorf. Die Jahre 1999–2001 brachten im Verkehrswesen der Gemeinde große Änderungen. So wurde die Westbahn dreigleisig und die Bahnhaltestelle Friesing wurde aufgelassen.

### Gemeindename
Der Name von Gerersdorf hat sich im Laufe der Jahrhunderte mehrfach geändert. Folgende Namensänderungen im Laufe der Geschichte sind überliefert:
- 1040 Geroltestorff
- 1250 Geroltsdorf
- 1313 Gerolezsdorf
- 1380 Gerestorf
- 1388 Gerolstorff
- 1393 Geroldstorff
- 1429 Gereinsdorf
- 1475 Geroltsdorf
- 1507 Gerestorf
- 1591 Gerestorff

Auszug aus dem Heimatbuch Gerersdorf zur Namensherkunft:
Bald darauf dürfte das Kloster St. Pölten errichtet und dessen Umgebung besiedelt worden sein, so auch unser Gemeindegebiet. Nach Gerold II., der von 811 bis 832 Präfekt des Ostlandes war, dürfte der Ortsname „Geroltzsdorf“ stammen, der erstmals um 1040 in einer Schenkungsurkunde des Passauer Bischofs an das Kloster St. Pölten aufscheint.

### Bevölkerungsentwicklung

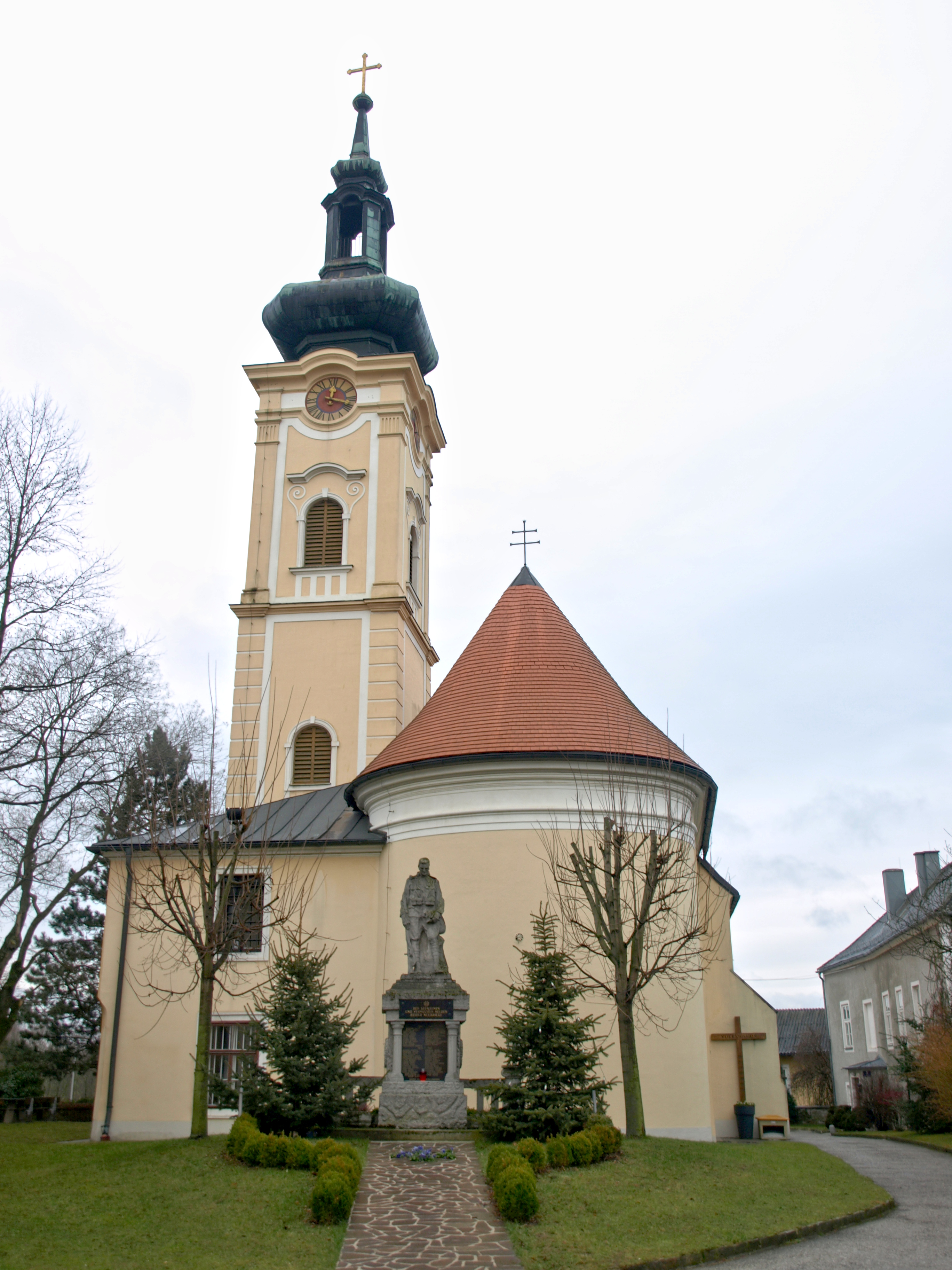
Pfarrkirche hl. Johannes der Täufer

| Gerersdorf: Einwohnerzahlen von 1869 bis 2025       | Gerersdorf: Einwohnerzahlen von 1869 bis 2025 | Gerersdorf: Einwohnerzahlen von 1869 bis 2025 | Gerersdorf: Einwohnerzahlen von 1869 bis 2025 | Gerersdorf: Einwohnerzahlen von 1869 bis 2025 |
| --------------------------------------------------- | --------------------------------------------- | --------------------------------------------- | --------------------------------------------- | --------------------------------------------- |
| Jahr                                                |                                               |                                               |                                               | Einwohner                                     |
| 1869                                                | 1869                                          |                                               | 717                                           | 717                                           |
| 1880                                                | 1880                                          |                                               | 702                                           | 702                                           |
| 1890                                                | 1890                                          |                                               | 722                                           | 722                                           |
| 1900                                                | 1900                                          |                                               | 771                                           | 771                                           |
| 1910                                                | 1910                                          |                                               | 818                                           | 818                                           |
| 1923                                                | 1923                                          |                                               | 773                                           | 773                                           |
| 1934                                                | 1934                                          |                                               | 738                                           | 738                                           |
| 1939                                                | 1939                                          |                                               | 874                                           | 874                                           |
| 1951                                                | 1951                                          |                                               | 670                                           | 670                                           |
| 1961                                                | 1961                                          |                                               | 671                                           | 671                                           |
| 1971                                                | 1971                                          |                                               | 722                                           | 722                                           |
| 1981                                                | 1981                                          |                                               | 815                                           | 815                                           |
| 1991                                                | 1991                                          |                                               | 813                                           | 813                                           |
| 2001                                                | 2001                                          |                                               | 884                                           | 884                                           |
| 2011                                                | 2011                                          |                                               | 909                                           | 909                                           |
| 2021                                                | 2021                                          |                                               | 1.027                                         | 1.027                                         |
| 2025                                                | 2025                                          |                                               | 1.082                                         | 1.082                                         |
| Quelle(n): Statistik Austria, Gebietsstand 1.1.2021 |                                               |                                               |                                               |                                               |

## Kultur und Sehenswürdigkeiten
- Pfarrkirche Gerersdorf
- Schloss Salau (Salahof)
- Gedenkstein – letzte Frontlinie am 8. Mai 1945

### Vereine
- Freiwillige Feuerwehr Gerersdorf
- FCU Gerersdorf/Ebersdorf
- Landjugend Gerersdorf
- Katholische Jungschar
- Dorferneuerung Gerersdorf
- Gesunde Gemeinde Gerersdorf
- Kreative Frauenrunde
- Musikverein Gerersdorf
- ÖKB Ortsverband Gerersdorf
- RC Racer – Modellautofahrer
- Seniorenbund
- Sportunion Gerersdorf
- Verein Gemeindebus Gerersdorf

## Wirtschaft und Infrastruktur
Nichtlandwirtschaftliche Arbeitsstätten gab es im Jahr 2001 34, land- und forstwirtschaftliche Betriebe nach der Erhebung 1999 52. Die Zahl der Erwerbstätigen am Wohnort betrug nach der Volkszählung 2001 418. Die Erwerbsquote lag 2001 bei 49 Prozent.

### Bildung
In Gerersdorf befindet sich ein Kindergarten und eine Volksschule.

### Verkehr
Straßen
- Wiener Straße B 1: führt 3,2 km durch das Gemeindegebiet.
- West Autobahn A1: im Süden der Gemeinde (nördlich von Völlerndorf), verläuft 1,4 km durch die Gemeinde. Die Raststation St. Pölten liegt teilweise im Gemeindegebiet.
- Landesstraßen: 18,8 km (14 mal über die Gemeindegrenze), verbinden die Ortschaften.
- Gemeindestraßen: 5,76 km (im Ort Gerersdorf mit Straßennamen), führen zu allen Häusern der Ortschaften.
- Feldwege: 31 km (exklusive 5,5 km Bahnbegleitwege).

Bahnen

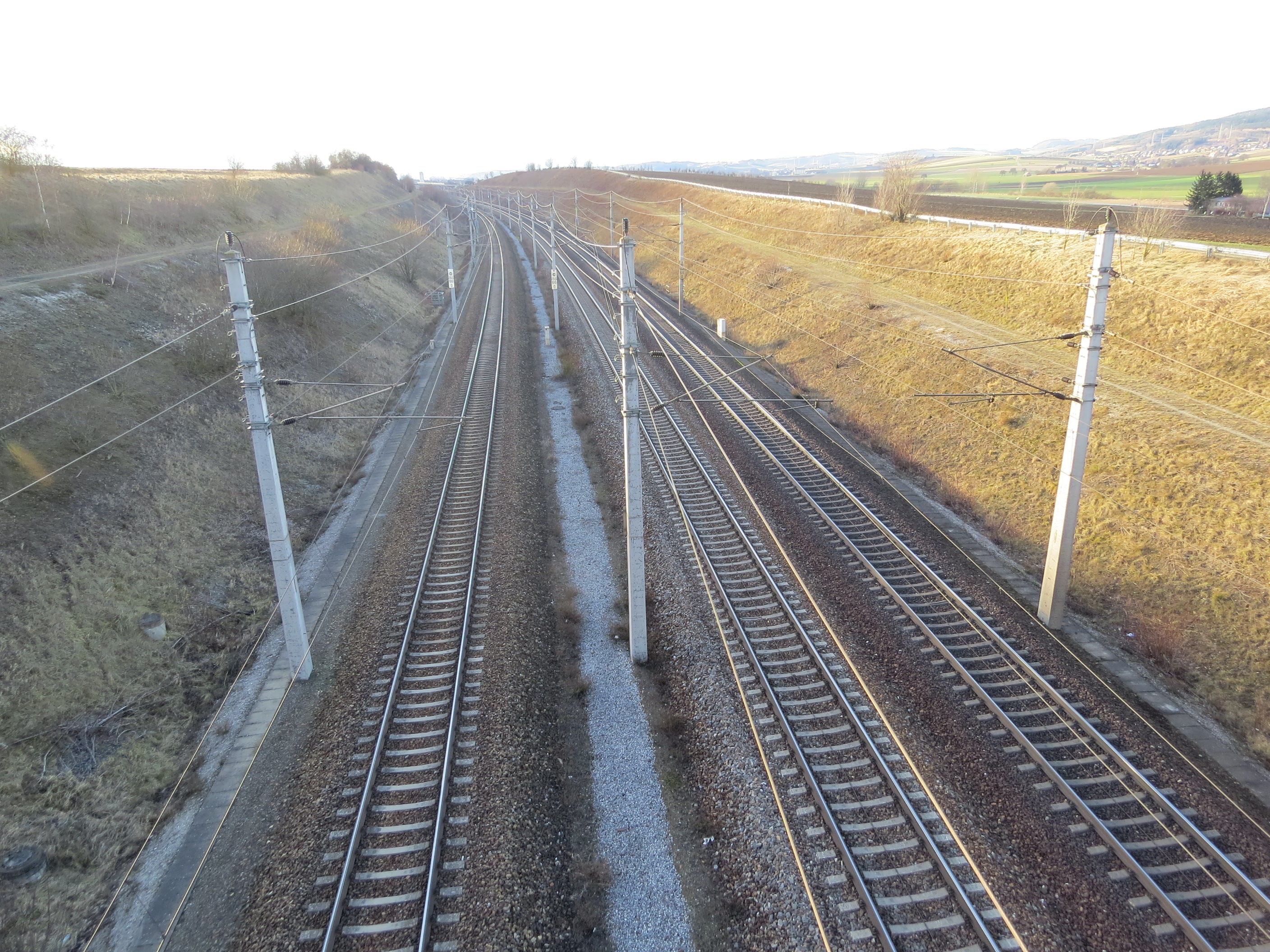
Westbahn in Gerersdorf

- Westbahn: früher Kaiserin Elisabeth Bahn, führt 3 km über das Gemeindegebiet, im Süden verläuft die Güterzugumfahrung St. Pölten.
- Mariazellerbahn: im Süden des Gemeindegebiets, führt 1,8 km durch die Gemeinde

## Politik
Im Gemeinderat gibt es bei insgesamt 15 Sitzen nach der Gemeinderatswahlen in Niederösterreich 2020 folgende Mandatsverteilung:
ÖVP 15, 
Bürgermeister
- 1850–1863 Johann Staindl senior
- 1863–1866 Josef Hierner
- 1866–1888 Johann Staindl junior
- 1888–1889 Karl Riedinger
- 1889–1909 Leopold Lechner
- 1909–1922 Anton Resch
- 1922–1939 Franz Gruber
- 1939–1945 Johann Birgmayr
- 1945–1950 Franz Prisching
- 1950–0000 Karl Fuchs
- 1950–1960 Johann Birgmayr
- 1960–1970 Franz Harm
- 1970–1971 Johann Dangl

1972–1981 war die Gemeinde Gerersdorf aufgelöst
- 1982–1990 Helmut Lechner
- 1990–2006 Josef Ramler
- 2006–2024 Herbert Wandl
- Seit 2024 Franz Schuster

### Wappen
Das Gemeindewappen zeigt einerseits im geteilten Schild zwei auseinanderschreitende, überdeckte Löwen, die in seiner Darstellung Teile des Wappens des Chorherrenstiftes St. Pölten sind, das bis zu seiner Aufhebung 1784 die Ortsobrigkeit über die Gemeinde ausgeübt hat. Andererseits soll dieses Wappen durch die Opferschale mit emporschlagenden Flammen den unbedingten Willen seiner Gemeindebürger in einem unabhängigen kommunalen Gemeinwesen zu leben sichtlich zum Ausdruck bringen.
Die abzuleitenden Farben der Gemeindefahne sind „Rot-Gelb-Blau“. Verliehen und gesiegelt wurde dieses Wappen im Niederösterreichischen Landhaus zu Wien am 23. März 1985.

## Persönlichkeiten
- Ilona Tröls-Holzweber (* 1963), Politikerin
- Kurt Krenn (1936–2014), Weihbischof
- Johann Nagl (1905–1988), Landwirt und Politiker
- Friedrich Schragl (1937–2025), Seelsorger und Kirchenhistoriker, Ehrenbürger der Gemeinde[12]